# 1341
- Wikisource

| Calendário gregoriano                                                        | 1341 MCCCXLI                                         |
| Ab urbe condita                                                              | 2094                                                 |
| Calendário arménio                                                           | 790 – 791                                            |
| Calendário bahá'í                                                            | -503 – -502                                          |
| Calendário budista                                                           | 1885                                                 |
| Calendário chinês                                                            | 4037 – 4038 Início a 18 de janeiro (aproximadamente) |
| Calendário copta                                                             | 1057 – 1058                                          |
| Calendário etíope                                                            | 1333 – 1334                                          |
| Calendários hindus - Vikram Samvat - Calendário nacional indiano - Cáli Iuga | 1396 – 1397 1262 – 1263 4441 – 4442                  |
| Calendário Holoceno                                                          | 11341                                                |
| Calendário islâmico                                                          | 741 – 743                                            |
| Calendário judaico                                                           | 5101 – 5102                                          |
| Calendário persa                                                             | 719 – 720                                            |
| Calendário rúnico                                                            | 1591                                                 |
| Calendário solar tailandês                                                   | 1884                                                 |

1341 (MCCCXLI, na numeração romana) foi um ano comum do século XIV do Calendário Juliano e a sua letra dominical foi G (52 semanas), teve início numa segunda-feira e terminou também numa segunda-feira.
| Ano completo                         |
| ------------------------------------ |
| Ano comum com início à segunda-feira |

## Mortes
- Usbeque Cã da Horda de Ouro.
- 30 de abril – João III, duque da Bretanha.